# Héctor Campana
Héctor « Pichi » Campana, né le 10 novembre 1964 à Córdoba, en Argentine, est un joueur de basket-ball et homme politique argentin. Il évoluait au poste d'arrière.

## Biographie
Héctor Campana a remporté sept titres de champion d'Argentine et a remporté à trois reprises la Liga Sudamericana. À titre individuel, il a été nommé à quatre reprises MVP de la ligue argentine, trois fois MVP des finales du championnat argentin et a été meilleur marqueur de la saison quatre saisons de suite, de 1989 à 1992. À l'issue de sa carrière, il fait son entrée en politique et est aujourd'hui vice-gouverneur de la province de Córdoba avec le Parti justicialiste.